# 1956 en science-fiction
| Années de la science-fiction : 1953 - 1954 - 1955 - 1956 - 1957 - 1958 - 1959    |
| Décennies de la science-fiction : 1920 - 1930 - 1940 - 1950 - 1960 - 1970 - 1980 |

L'année 1956 a été marquée, en matière de science-fiction, par les événements suivants.

## Naissances et décès

### Naissances
- 8 janvier : Jack Womack, écrivain américain.
- 23 septembre : Peter David, écrivain américain, mort en 2025.
- 9 octobre : Robert Reed, écrivain américain.
- 12 octobre : Storm Constantine, écrivain britannique, morte en 2021.

## Événements
- Novembre : fondation du magazine Cosmos, mensuel français paru aux éditions Artima.

## Prix

### Prix Hugo
- Roman : Double Étoile (Double star) par Robert A. Heinlein
- Nouvelle longue : Les Meilleurs Amis de l'homme (Exploration Team) par Murray Leinster
- Nouvelle courte : L'Étoile (The Star) par Arthur C. Clarke
- Feature Writer : Willy Ley
- Magazine : Astounding Science Fiction
- Artiste : Frank Kelly Freas
- Magazine amateur : Inside & Science Fiction Advertiser (Ron Smith, éd.)
- Nouvel auteur le plus prometteur : Robert Silverberg
- Critique de livres : Damon Knight

## Parutions littéraires

### Romans
Classement par nom alphabétique des auteurs.
- Tetsuo Amano
  - Yapou, bétail humain

- Arthur C. Clarke
  - La Cité et les Astres

- Philip K. Dick
  - Les Chaînes de l'avenir

- Robert A. Heinlein
  - Double Étoile
  - L'Âge des étoiles
  - Une porte sur l'été

### Recueils de nouvelles et anthologies
Classement par nom alphabétique des auteurs.
- Arthur C. Clarke
  - Demain, moisson d'étoiles

### Nouvelles
Classement par nom alphabétique des auteurs.
- Poul Anderson
  - L'Homme qui était arrivé trop tôt

- Isaac Asimov
  - Première Loi
  - Le Plaisantin
  - La Cane aux œufs d'or
  - La Dernière Question

- Charles Fontenay
  - La Soie et la Chanson

- Robert Silverberg
  - Les Collecteurs
  - Absolument inflexible
  - Les Chants de l'été
  - Le Circuit Macauley
  - Un homme de talent

- Clifford D. Simak
  - Honorable Adversaire

- William Tenn
  - Paiement d'avance

- Julia Verlanger
  - Les Bulles

### Bandes dessinées
- L'Affaire Tournesol, 18e album de la série Les Aventures de Tintin, écrit et dessiné par Hergé.

## Sorties audiovisuelles

### Films
Classement par ordre alphabétique des réalisateurs.
- Michael Anderson
  - 1984

- Edward Bernds
  - World Without End

- Roger Corman
- Il a conquis le monde

- Ishirō Honda
  - Rodan

- Edward Nassour et Ismael Rodríguez
  - La Montagne mystérieuse

- Fred F. Sears
  - Les soucoupes volantes attaquent

- John Sherwood
  - La créature est parmi nous

- Kōji Shima
  - Le Satellite mystérieux

- Don Siegel
  - L'Invasion des profanateurs de sépultures

- Fred M. Wilcox
  - Planète interdite